# Geopark ve Vítkově
Geopark ve Vítkově, nazývaný také Geopark Vítkov, je malý přírodní geopark postavený ve městě Vítkov v okrese Opava. Geograficky se nachází v pohoří Vítkovská vrchovina v Moravskoslezském kraji a v Horním Slezsku.

## Další informace
Geopark byl slavnostně otevřen dne 22. srpna 2019 ve 14:00 SELČ koncertem zpěvačky Gabriely Goldové. Nachází na místě bývalého malého parku poblíž Kulturního domu Vítkov a Základní školy a gymnázia Vítkov. V geoparku je umístěna geologická expozice 10 balvanů představující břidlici, moravskou drobu, čedič, vápenec, sádrovec, rulu, mramor, pískovec, žulu a dolomit, tj. horniny typické pro geomorfologické celky Nízký Jeseník, Hrubý Jeseník a Drahanskou vrchovinu. Geopark byl vybudován v rámci projektu česko-polské spolupráce Horniny a flóra v česko-polském příhraničí. Expozici doplňují informační tabule, lavičky a parková výsadba s chodníky. Geopark je celoročně volně přístupný.

## Galerie

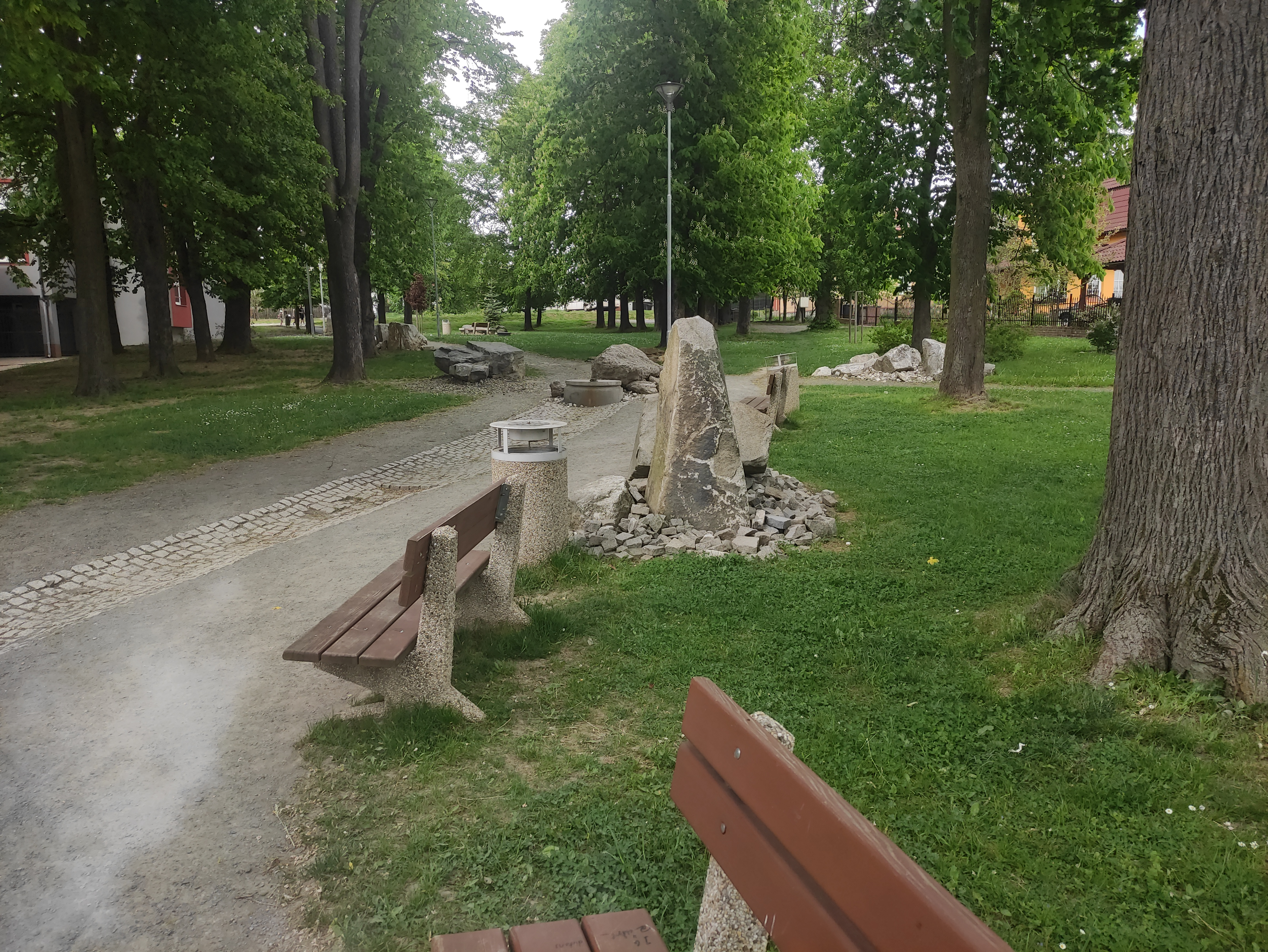
Parková úprava geoparku
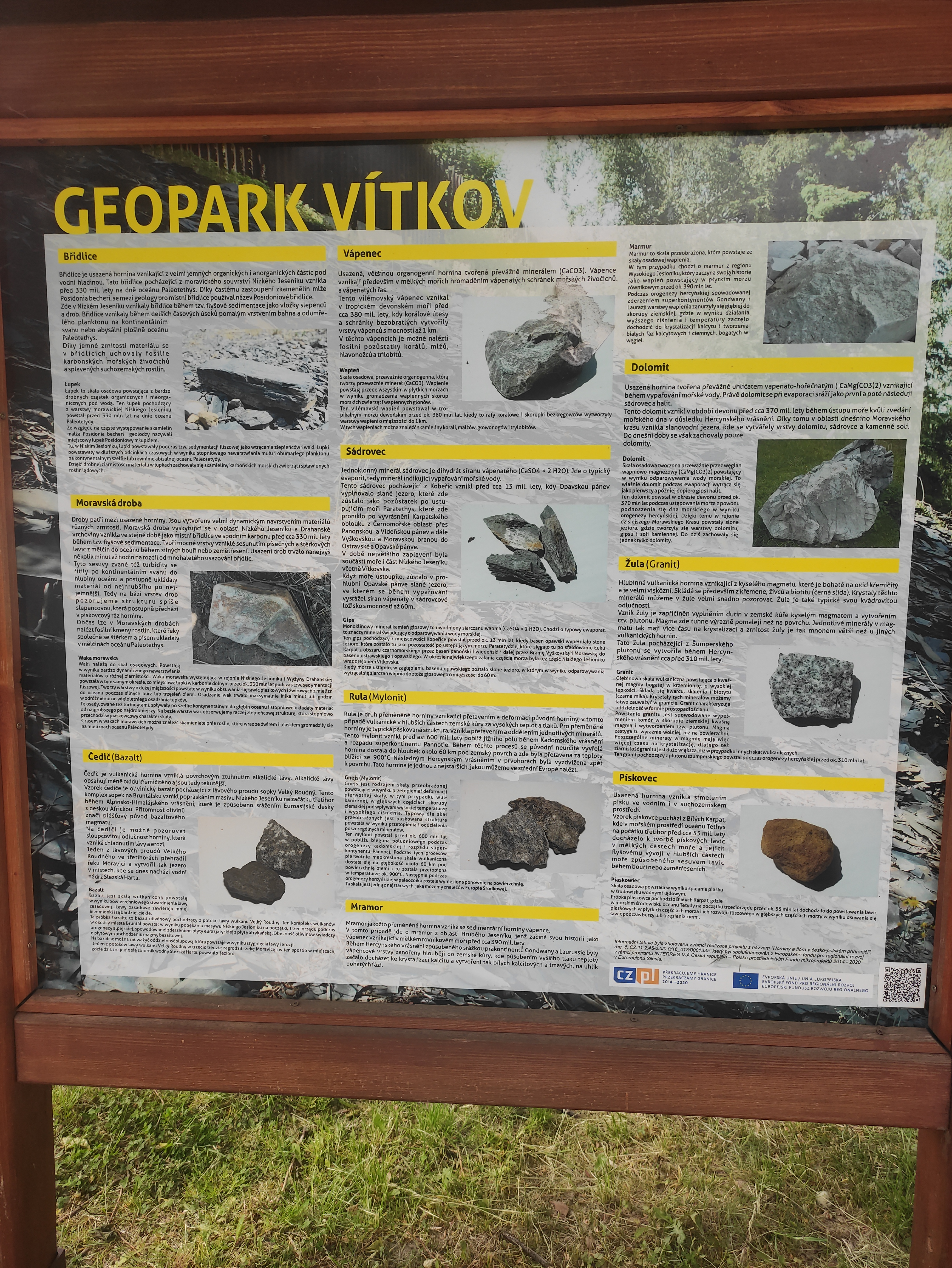
Informační panel v geoparku